# Общество африканских миссий

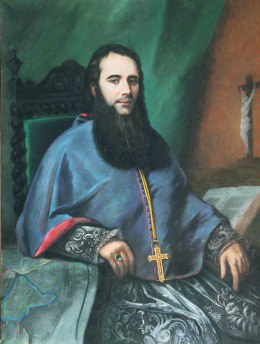
Епископ Мельхиор де Марион-Брезиллак, основатель Общества африканских миссий

Общество африканских миссий , SMA (лат. Societas Missionum ad Afros , фр. Société des Missions Africaines) — международная католическая миссионерская конгрегация, целью которой является распространение католицизма в Африке. В XIX веке миссионеры Общества африканских миссий сыграли непосредственную роль при обращении африканцев в католицизм.

## История
Общество африканских миссий было основано 8 декабря 1856 года епископом Мельхиором де Марионом Брезиллаком (1813—1859 гг.), который был членом Парижского общества заграничных миссий и апостольским администратором Апостольского викариата Коимбатура (сегодня — епархия Коимбатура). В середине XIX века Ватиканская Конгрегация пропаганды веры (сегодня — Конгрегация евангелизации народов) направила его в Дагомею, чтобы он там основал католическую миссию.
8 декабря 1856 года Мельхиор де Марион Брезиллак собрал в Лионе группу священников, желавших поехать с ним в Африку. Этот день стал считаться датой основания Общества африканских миссий. 14 мая 1859 года миссионеры прибыли на территорию нынешней Сьерра-Леоне, где многие из них умерли от жёлтой лихорадки, в том числе умер и основатель епископ Мельхиор де Марион Брезиллак.
28 августа 1860 года Святым Престолом был учреждён Апостольский викариат Дагомеи, попечение над которым было возложено на миссионеров из Общества африканских миссий.
23 декабря 1864 года Общество африканских миссий получило благословение на свою деятельность от Римского папы. 23 августа 1900 года Святой Престол утвердил Устав Общества африканских миссий.
В 1861 году Общество африканских миссий основало в Лионе Африканский музей, который существует до настоящего времени и является одним из самых больших собраний предметов, посвящённых африканской культуре.

## В настоящее время
В настоящее общество члены Общества африканских миссий работают под руководством Конгрегации евангелизации народов в 68 католических епархиях африканских стран. Общество африканских миссий состоит из священнослужителей и мирян. На 31 декабря 2005 года Общество африканских миссий насчитывало 82 общины и 995 членов.
Существует также женское отделение Общества африканских миссий под названием «Сёстры Миссионерки Пресвятой Девы Марии Апостолов», которое было основано в 1876 году.

## Источник
- Annuario Pontificio, Libreria Editrice Vaticana, Città del Vaticano 2007. ISBN 978-88-209-7908-9.